# Kasekemvi
Kasekemvi (v prevodu Pojavita se dva močna)  je bil peti in zadnji kralj iz druge dinastije egipčanskih kraljev, ki je vladal osemnajst let do okoli leta 2690 pr. n. št. O njem je znano samo to, da je vodil več pomembnih vojnih pohodov in zgradil več spomenikov.

## Življenjepis
Kasekemvija se običajno obravnava kot naslednika Peribsena, čeprav nekateri egiptologi trdijo, da je med njima vladal faraon Kasekem. Večina egiptologov je prepričana, da sta Kasekem in Kasekemvi ista oseba. Kasekem je morda spremenil svoje ime v Kasekemvi po ponovni združitvi Gornjega in Spodnjega Egipta po državljanjski vojni med pristaši boga Hora in Seta. Drugi egiptologi so prepričani, da je po zatrtju upora v Nubiji in vrnitvi v domovino porazil vladajočega faraona  Peribsena, s čimer so se končali notranji spori v drugi dinastiji. Sledila je ponovna združitev obeh Egiptov.
Kasekemvi je edinstven vladar v egipčanski zgodovini, ker je imel na svojem sereku simbola Hora in Seta. Nekateri egiptologi so prepričani, da je s tem poskušal združiti frakciji pristašev prvega in drugega boga. Po njegovi smrti je Set za vedno izginil s serekov.  Bil je prvi kralj, ki je gradil spomenike samemu sebi. 
Razen tega je po ponovni združitvi Egiptov opravil obsežna gradbena dela v el-Kabu, Hierakonpolu in Abidu. Edinstvena in ogromna grobnica v Abidu, zadnja zgrajena v tej nekropoli (grobnica V), je trapezne oblike. Dolga je 70 m. Na severnem koncu je široka 17 m, na južnem pa 10 m in ima 58 prostorov. Pred nedavnimi odkritji gradenj iz prve dinastije  je njena  osrednja pogrebna dvorana veljala za najstarejšo zgradbo iz lomljenega apnenca na svetu. Med izkopavanji so v njej  odkrili zlato kraljevo žezlo, okrašeno s karneoli, in več čudovito izdelanih kamnitih lončkov s pozlačenimi pokrovčki, ki so jih roparji grobov očitno spregledali. Med drugimi najdenimi predmeti je bilo orodje iz kremena in bakra,  bakrena in kamnita posoda in glinasti vrči, napolnjeni z žitom in sadjem, drobni glazirani predmeti, koralde iz karneolov, modeli orodij, iz ločja pleteni predmeti in veliko  pečatov. 
Kasekemvi je zgradil trdnjavo v Nehenu in Abidu, ki je zdaj znana kot Shunet ez Zebib. Zgradil je morda tudi Gisr el-Mudir v Sakari.  Pokopan je bil v nekropoli v Umm el-Qa'abu. 

## Družina
Kasekemvijeva  žena je bila kraljica Nimathap, mati Djoserja in njegove žene Hetefernebti. Kasekemvijev sin je bil morda tudi Sanahte.
- Posoda iz apnenca z zlatim pokrovom iz Kasekemvijeve grobnice
- Kasekemvijev kip;  Ashmolov muzej, Oxford, Anglija
- Ostanki Kasekemvijeve grobnice v  Umm el-Qa'abu
- Kasekemvijev kip, Egipčanski muzej, Kairo
- Kamnita vaza s Kasekemvijevimi naslovi; Nacionalni arheološki muzej, Pariz

## Vira
- Toby Wilkinson. Royal Annals of Ancient Egypt: The Palermo Stone and Its Associated Fragments. Kegan Paul International, 2000.
- Egypt: Khasekhem/Khasekhemwy of Egypt's 2nd dynasty